# Canberra City FC
Canberra City FC – australijski klub piłkarski z siedzibą w Canberze (Australijskie Terytorium Stołeczne), założony w 1976 roku. Zespół występuje w rozgrywkach Capital Football Division Three. W latach 1977 – 1986 uczestniczył w rozgrywkach National Soccer League (NSL).

## Historia
Klub Canberra City FC został założony we wrześniu 1976 roku  i od sezonu 1977 przystąpił do rozgrywek krajowej ligi National Soccer League. Canberra City FC zainaugurowała rozgrywki w NSL w dniu 2 kwietnia 1977 roku w domowym spotkaniu przeciwko West Adelaide. Spotkanie zakończyło się porażką gospodarzy w stosunku 1:3. W inauguracyjnym sezonie klub zajął przedostatnie 13. miejsce w lidze.
W latach 1980 – 1981 klub funkcjonował pod nazwą Canberra Arrows. Łącznie Canberra City FC uczestniczyła w 10. sezonach NSL, osiągając najlepsze rezultaty w sezonach: 1981 oraz 1985. Zajmując odpowiednio 5. miejsce w 1981 roku oraz 6. miejsce w Konferencji Północnej w 1985 roku. Klub nigdy w swojej historii występów w NSL nie zajął w sezonie zasadniczym miejsca premiowanego awansem do serii finałowej rozgrywek. Ostatni mecz w NSL klub rozegrał w dniu 15 września 1986 roku przeciwko Marconi Fairfield. Spotkanie zakończyło się porażką Canberry City FC w stosunku 0:3.
Canberra City FC w wyniku reorganizacji rozgrywek w 1986 roku spadła do rozgrywek stanowych NSW State League (rozgrywki regionalne w stanie Nowa Południowa Walia). W 1991 roku Canberra City FC zadebiutowała w rozgrywkach ACT Division One (pierwszy poziom rozgrywek w Australijskim Terytorium Stołecznym). W 2005 roku klub triumfował w rozgrywkach pucharowych Federation Cup. Pokonując w finale zespół Cooma FC w stosunku 3:1. W 2014 roku po zakończonym sezonie Canberra City FC wycofała się z rozgrywek NPL Capital Football.

## Sukcesy
- Zwycięzca pucharu Federation Cup (1): 2005.